# Lilydale (ort i Australien, Tasmanien)
Lilydale är en ort i Australien. Den ligger i kommunen Launceston och delstaten Tasmanien, i den sydöstra delen av landet, omkring 180 kilometer norr om delstatshuvudstaden Hobart. Antalet invånare är 596.
Närmaste större samhälle är Invermay, omkring 17 kilometer sydväst om Lilydale.
I omgivningarna runt Lilydale växer i huvudsak städsegrön lövskog. Runt Lilydale är det ganska glesbefolkat, med 26 invånare per kvadratkilometer. Genomsnittlig årsnederbörd är 1 078 millimeter. Den regnigaste månaden är augusti, med i genomsnitt 150 mm nederbörd, och den torraste är januari, med 35 mm nederbörd.